# Presencias
Presencias es una película de terror y suspenso mexicana de 2022, dirigida y escrita por Luis Mandoki.

## Argumento
Víctor Constantino regresa a la cabaña de su padre donde pasó buena parte de su infancia y donde se ahogó su hermana menor. Ahora es su deber venderla, pero no esperaba que alguien (o algo) asesinara a su esposa embarazada. Luego de este suceso, Víctor no recuerda lo sucedido, pero está decidido a encontrar al responsable junto con Paulina, una joven independiente y con buenas intenciones, y María, quien era su niñera.

## Reparto
- Alberto Ammann como Víctor
- Marco Treviño como Don Julio
- Yalitza Aparicio como Paulina
- Gerardo Taracena como Don Jaime
- Armando Hernández
- Josué Maychi
- Angelina Peláez como María
- Fermín Martínez como Juárez
- Norma Pablo como Pilar
- Andrea Santibañez como Alicia
- Raúl Orozco como Sacerdote

## Producción
El rodaje comenzó en marzo de 2021 en Tlalpujahua, Michoacán, de la mano del director Luis Mandoki. También se rodaron escenas en el Ajusco, en la Ciudad de México.